# Ewdoksia Papuci-Władyka

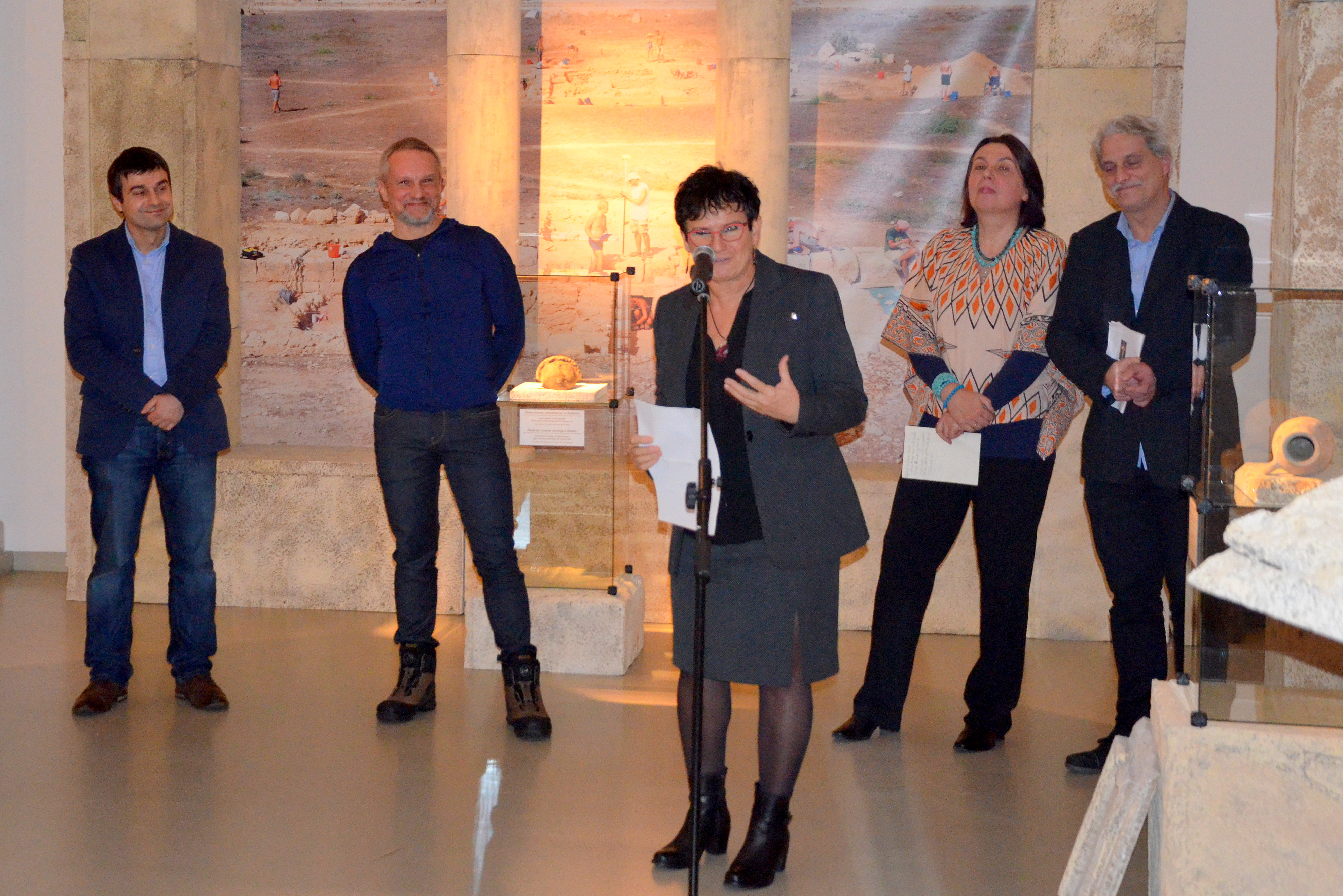
Ewdoksia Papuci-Władyka podczas wernisażu wystawy „Pięć lat badań krakowskich archeologów na agorze w Pafos na Cyprze (2011–2015)” (Bielsko-Biała, 2017)

Ewdoksia Papuci-Władyka (ur. 11 kwietnia 1953) – polska archeolog greckiego pochodzenia, specjalistka w dziedzinie archeologii śródziemnomorskiej i historii sztuki starożytnej, profesor zwyczajny Uniwersytetu Jagiellońskiego.

## Życiorys
Ukończyła studia z zakresu archeologii śródziemnomorskiej na Uniwersytecie Jagiellońskim. W 1986 obroniła pracę doktorską napisaną pod kierunkiem Marii Ludwiki Bernhard, zaś w 1995 uzyskała stopień doktora habilitowanego na podstawie rozprawy Nea Pafos. Studia nad ceramiką hellenistyczną z polskich wykopalisk 1965–1991. W 2003 roku otrzymała stanowisko profesora nadzwyczajnego w Instytucie Archeologii UJ. Od 1988 do 2010 roku była stałym członkiem Polskiej Misji Archeologicznej w Nea Pafos na Cyprze, prowadzonej przez Centrum Archeologii Śródziemnomorskiej im. Kazimierza Michałowskiego w Warszawie. Od 1998 do 2008 kierowała pracami polsko-ukraińskiej ekspedycji archeologicznej (UJ oraz Muzeum Archeologiczne Ukraińskiej Akademii Nauk) w Koszarach na Ukrainie, gdzie obiektem badań były osady wiejskie i nekropole opodal greckiej kolonii Olbii. Od 2011 roku jest kierownikiem Paphos Agora Project. Projekt ten, realizowany przez Zakład Archeologii Klasycznej Uniwersytetu Jagiellońskiego, bada główny plac publiczny – agorę, miasta Nea Pafos. Jest to przedsięwzięcie o międzynarodowym i interdyscyplinarnym charakterze, jedno z największych tego typu prowadzonych przez polskich archeologów w basenie Morza Śródziemnego.
Współpracuje z zagranicznymi instytucjami naukowymi działającymi w Grecji, m.in. École Française w Atenach. Jest także członkiem Komisji Filologii Klasycznej Polskiej Akademii Umiejętności oraz Komitetu Nauk o Kulturze Antycznej Polskiej Akademii Nauk. Pod auspicjami PAU kieruje pracami polskiej redakcji międzynarodowej serii Corpus Vasorum Antiquorum, czyli katalogu zabytków ceramiki antycznej znajdujących się w polskich zbiorach.
W 2022 odznaczona Krzyżem Komandorskim Orderu Odrodzenia Polski.

## Publikacje
- Nea Pafos. Studia nad ceramiką hellenistyczną z polskich wykopalisk (1965-1991), Kraków 1995.
- Sztuka starożytnej Grecji, Warszawa-Kraków 2001.
- Corpus Vasorum Antiquorum, Poland 11, Cracow 1 (Jagiellonian University Institute of Archaeology 1 and Museum collections), Union Académique Internationale and PAU, Kraków 2012.